# Port lotniczy Gorgan
Port lotniczy Gorgan (IATA: GBT, ICAO: OING) – port lotniczy położony 2 km na zachód od Gorgan, w ostanie Golestan, w Iranie.